# Корупција у Јерменији
Корупција у Јерменији је значајно смањена у модерно доба, али остаје стални проблем у земљи. Упркос томе, борба против корупције након јерменске револуције 2018. забележила је значајан напредак. Јерменија је чланица Групе држава за борбу против корупције Савета Европе (ГРЕЦО), а Антикорупцијска мрежа ОЕСР -а и антикорупцијске мере Јерменије се редовно оцењују у оквиру њихових механизама за праћење. 

## Напредак од 2018
Јерменија је од 2018. забележила значајан напредак у борби против корупције. У 2022. Јерменија је била на 63. месту од 180 земаља у Индексу перцепције корупције (ЦПИ), са 46 од 100 бодова. Оцена 0 (и ранг 180) је земља за коју се сматра да је веома корумпирана, а резултат од 100 (и ранг 1) је земља за коју се сматра да је без корупције. Тако је Јерменија постигла отприлике у средини у ЦПИ 2022, чији је глобални просечан резултат био 43. 
Земља се налазила на 58. месту у претходном ЦПИ, који је објављен 2021.  Био је рангиран на 60. месту 2020,  77. у 2019.  и 105. у 2018.  Његово повећање индекса потрошачких цена од 7 поена између 2019. и 2020. било је друго најбоље побољшање у свету.  У поређењу обављеном 2020. године, Јерменија (рангирана на 60. месту у индексу потрошачких цена за 2020.) сматрана је мање корумпираном од њених суседних земаља, Азербејџана (129.), Ирана (149.) и Турске (86.).  У међувремену, ЦПИ Грузије био је рангиран на 45. месту 2020.  У 2022. Јерменија је постигла бољи резултат од земаља попут Бугарске и Хрватске. 

Европска унија и Јерменија су ратификовале Споразум о свеобухватном и побољшаном партнерству Јерменија-ЕУ у марту 2021. Споразум укључује одредбе за борбу против организованог криминала и корупције, заштиту људских права и даљи развој демократије у земљи. 
Следећи графикон представља резултат Јерменије у Индексу перцепције корупције Транспаренси интернешенела; што је резултат већи, то је мање уочена корупција. 

## Стратегија борбе против корупције
Од 22. јануара 2001. Влада Јерменије је имала за циљ да достигне минимум корупције у земљи развојем стратегије за борбу против корупције, уз развој плана имплементације заједно са Управним одбором. Јерменија је ставила велики акценат на борбу против корупције, обезбеђујући учешће различитих невладиних организација, владиних и невладиних актера и других институција у чину промоције борбе против корупције.  Да би постигла циљ елиминације корупције, Влада се фокусира на:
1. Стварање праведног система јавне управе заснованог на владавини права .
2. Откривање и истрага дела корупције и одговарајућа одговорност.
3. Подићи свест о разлозима и негативним узроцима корупције.
4. Забрана злоупотребе од стране службених лица према појединцу.
5. Спровођење посебних закона против корупције. [10]

Програм поставља приоритете у борби против корупције, а то су подизање свести јавности о опасности коју корупција представља за друштво и њеним последицама; спречавање корупције и обезбеђивање владавине права у циљу заштите права и легитимних интереса појединаца. 

## Ранији развој догађаја
Према извештају Транспаренси интернешенела из 2014. године, укорењена корупција, јаке мреже покровитељства, недостатак јасне поделе између приватних предузећа и јавних функција, као и преклапање између политичке и пословне елите у Јерменији, чине спровођење напора за борбу против корупције релативно неефикасни и потхрањују свеобухватну политичку апатију и цинизам код грађана, који не виде утицајну улогу за себе у борби против корупције. 
Програм Уједињених нација за развој у Јерменији је 2006. године навео да је корупција у Јерменији „озбиљан изазов за њен развој“.  Селективна и нетранспарентна примена пореских, царинских и регулаторних правила, као и слабо спровођење судских одлука подстичу могућности за корупцију. Јерменски систем набавки карактеришу случајеви непоштених тендерских процеса и преференцијалног третмана. Односи између високих владиних званичника и приватног пословног сектора у настајању подстичу трговину утицајем. Влада наводно није успела да финансира спровођење стратегије за борбу против корупције и није издвојила новац и мало посвећености за напоре у борби против корупције.

Главне антикорупцијске институције јерменске владе су Савет за борбу против корупције – на челу са премијером – и Комисија за праћење стратегије за борбу против корупције, основана у јуну 2004. године ради јачања спровођења антикорупцијске политике. Међутим, ове институције су једва функционисале у периоду 2006-2007, иако је требало да се састају два пута квартално, односно месечно.  Штавише, јерменски савет за борбу против корупције оптужен је за раскошну потрошњу и углавном није успео да истражи или кривично гони високе званичнике.  
Покојни премијер Андраник Маргариан покренуо је прву постсовјетску кампању Јерменије против корупције 2003. године. Иницијатива је, међутим, нашироко омаловажена због недостатка резултата.  Бивши премијер Тигран Саргсјан признао је да је корупција Јерменија „проблем број један који омета све наше реформе“. 

Влада је покренула кампању против корупције коју су пратиле измене царинских прописа, пријављене инспекције пореске полиције компанија у власништву провладиних привредника и бројна отпуштања људи у пореском одељењу, царинској служби и полицији. Недавно сузбијање корупције наишло је на различите реакције. 

## Подручја

### Рударство
Регулација минералне индустрије носи вишеструке ризике од корупције, како су истакла међународна истраживања. 

### Образовање
Упркос успеху власти у смањењу ситне корупције/подмићивања у неким интеракцијама између грађана и владе, антикорупцијски надзорници извештавају да је укорењена корупција, јаке мреже покровитељства, недостатак јасног раздвајања између приватног предузећа и јавних функција, као и да се преклапају између политичке и пословне елите ограничавају ефективну примену антикорупцијских напора. Ови проблеми утичу и на образовни систем. Сматра се једним од сектора који је најтеже погођен корупцијом. Покушаји борбе против проблема донели су различите резултате и често отварали нове могућности за злоупотребе уместо затварања постојећих.  

### Пореске и царинске службе
Економисти Светске банке су 2007. указали на озбиљне проблеме са владавином закона и раширену корупцију у Пореској служби Јерменије и Царинској служби Јерменије . 

### Проневера међународних кредита
У марту 2004. године, ад хоц комисија Народне скупштине, која је истраживала коришћење кредита Светске банке од 30 милиона долара, закључила је да су лоше управљање и корупција међу владиним званичницима и приватним фирмама разлог неуспеха програма за побољшање покварене воде у Јеревану . инфраструктуре.  Светска банка је издала зајам 1999. године како би становницима Јеревана побољшала приступ води за пиће. Влада је обећала да ће обезбедити даноноћно снабдевање водом велике већине домаћинстава до 2004. године, али од 2008. године већина становника града и даље има текућу воду само неколико сати дневно. 
Веолиа Енвироннемент, француски комунални гигант који је преузео губиташну водоводну и канализациону мрежу у Јеревану 2006. године, рекао је да ће му требати деценија да укине рационализацију воде.  У августу 2007, Бруце Таскер, британски инжењер из Јеревана, који је учествовао у парламентарној истрази као експерт, јавно је умешао не само јерменске званичнике и бизнисмене већ и представнике Светске банке у Јеревану у наводну злоупотребу кредита. На конференцији за новинаре одржаној 4. октобра 2007., шеф канцеларије Светске банке у Јеревану Аристомен Варудакис демантовао је оптужбе, тврдећи да је Светска банка у потпуности обелоданила све доступне информације о пројекту парламентарној комисији и да на основу ових информација нема доказа о превари или лоше управљање у пројекту. 

### Нелегитимно коришћење еминентног домена
Еминентни закони о експропријацији  су коришћени да се становници, власници предузећа и власници земљишта насилно уклоне са њихове имовине. Пројекти који се граде на овим локацијама нису од државног интереса, већ су у приватном власништву истих органа који су извршили еминентну клаузулу о домену. Истакнути пример је развој области Северне авеније у Јеревану. Други укључује пројекат који је у току (од новембра 2008.) за изградњу трговинског центра у близини ботаничке баште у Јеревану. Нови власници земљишта били су бивши градоначелник Јервана Јерванд Захарјан и заменик градоначелника Карен Давтјан, који је својевремено био директор Јерменске развојне агенције и успешно извршио деложацију становника Северне авеније. 